# Interlands Spaans voetbalelftal 1930-1939
Deze pagina toont een chronologisch en gedetailleerd overzicht van de interlands die het Spaans voetbalelftal heeft gespeeld in de periode 1930 – 1939.

## Interlands

### 1930
|                                                                     |                 |       |                   |                                                                                                 |
| 1 januari Vriendschappelijk № 33 «onderlinge duels» 15:00 uur (UTC) | Spanje          | 1 – 0 | Tsjecho-Slowakije | Estadio de la Exposición, Barcelona Toeschouwers: 40.000 Scheidsrechter: Henri Christophe (BEL) |
| 1 januari Vriendschappelijk № 33 «onderlinge duels» 15:00 uur (UTC) | José Sastre 75' |       |                   | Estadio de la Exposición, Barcelona Toeschouwers: 40.000 Scheidsrechter: Henri Christophe (BEL) |

|                                                                     |                                         |       |        |                                                                                         |
| 14 juni Vriendschappelijk № 34 «onderlinge duels» 18:00 uur (UTC+1) | Tsjecho-Slowakije                       | 2 – 0 | Spanje | Stadion Sparty na Letné, Praag Toeschouwers: 22.000 Scheidsrechter: John Langenus (BEL) |
| 14 juni Vriendschappelijk № 34 «onderlinge duels» 18:00 uur (UTC+1) | Antonín Hojer 62' František Svoboda 83' |       |        | Stadion Sparty na Letné, Praag Toeschouwers: 22.000 Scheidsrechter: John Langenus (BEL) |

|                                                                     |                             |       |                                           |                                                                                         |
| 22 juni Vriendschappelijk № 35 «onderlinge duels» 17:00 uur (UTC+1) | Italië                      | 2 – 3 | Spanje                                    | Stadio Littoriale, Bologna Toeschouwers: 46.000 Scheidsrechter: Raphaël Van Praag (BEL) |
| 22 juni Vriendschappelijk № 35 «onderlinge duels» 17:00 uur (UTC+1) | Raffaele Costantino 3', 40' |       | 30', 72' Luis Regueiro 87' Martí Ventolrà | Stadio Littoriale, Bologna Toeschouwers: 46.000 Scheidsrechter: Raphaël Van Praag (BEL) |

|                                                                       |          |                     |        |                                                                              |
| 30 november Vriendschappelijk № 36 «onderlinge duels» 15:00 uur (UTC) | Portugal | 0 – 1               | Spanje | Campo do Ameal, Porto Toeschouwers: 20.000 Scheidsrechter: Louis Baert (BEL) |
| 30 november Vriendschappelijk № 36 «onderlinge duels» 15:00 uur (UTC) |          | 16' José María Peña |        | Campo do Ameal, Porto Toeschouwers: 20.000 Scheidsrechter: Louis Baert (BEL) |

### 1931
|                                                                    |        |       |        |                                                                          |
| 19 april Vriendschappelijk № 37 «onderlinge duels» 16:30 uur (UTC) | Spanje | 0 – 0 | Italië | San Mamés, Bilbao Toeschouwers: 22.000 Scheidsrechter: Louis Baert (BEL) |
| 19 april Vriendschappelijk № 37 «onderlinge duels» 16:30 uur (UTC) |        |       |        | San Mamés, Bilbao Toeschouwers: 22.000 Scheidsrechter: Louis Baert (BEL) |

|                                                                    |                  |       |                 |                                                                                                |
| 26 april Vriendschappelijk № 38 «onderlinge duels» 17:00 uur (UTC) | Spanje           | 1 – 1 | Ierse Vrijstaat | Estadio de Montjuic, Barcelona Toeschouwers: 50.000 Scheidsrechter: Silvestre Rosmaninho (POR) |
| 26 april Vriendschappelijk № 38 «onderlinge duels» 17:00 uur (UTC) | Ángel Arocha 38' |       | 35' Paddy Moore | Estadio de Montjuic, Barcelona Toeschouwers: 50.000 Scheidsrechter: Silvestre Rosmaninho (POR) |

|                                                                      |                                                                              |       |                         |                                                                          |
| 9 december Vriendschappelijk № 39 «onderlinge duels» 14:30 uur (UTC) | Engeland                                                                     | 7 – 1 | Spanje                  | Highbury, Londen Toeschouwers: 55.000 Scheidsrechter: Peco Bauwens (GER) |
| 9 december Vriendschappelijk № 39 «onderlinge duels» 14:30 uur (UTC) | John Smith 2', 44' Tosh Johnson 3', 76' Sammy Crooks 50', 85' Billy Dean 68' |       | 87' Guillermo Gorostiza | Highbury, Londen Toeschouwers: 55.000 Scheidsrechter: Peco Bauwens (GER) |

|                                                                       |                 |                                                                             |        |                                                                                 |
| 13 december Vriendschappelijk № 40 «onderlinge duels» 14:30 uur (UTC) | Ierse Vrijstaat | 0 – 5                                                                       | Spanje | Dalymount Park, Dublin Toeschouwers: 35.000 Scheidsrechter: John Langenus (BEL) |
| 13 december Vriendschappelijk № 40 «onderlinge duels» 14:30 uur (UTC) |                 | 6', 34' Luis Regueiro 40' Ángel Arocha 80' José Samitier 88' Martí Ventolrà |        | Dalymount Park, Dublin Toeschouwers: 35.000 Scheidsrechter: John Langenus (BEL) |

### 1932
|                                                                    |                                      |       |                       |                                                                                             |
| 24 april Vriendschappelijk № 41 «onderlinge duels» 16:30 uur (UTC) | Spanje                               | 2 – 1 | Joegoslavië           | Estadio Buenavista, Oviedo Toeschouwers: 25.000 Scheidsrechter: João Tavares da Silva (POR) |
| 24 april Vriendschappelijk № 41 «onderlinge duels» 16:30 uur (UTC) | Isidro Lángara 25' Luis Regueiro 27' |       | 30' Đorđe Vujadinović | Estadio Buenavista, Oviedo Toeschouwers: 25.000 Scheidsrechter: João Tavares da Silva (POR) |

### 1933
|                                                                   |                                               |       |          |                                                                                 |
| 2 april Vriendschappelijk № 42 «onderlinge duels» 16:30 uur (UTC) | Spanje                                        | 3 – 0 | Portugal | Estadio Balaídos, Vigo Toeschouwers: 20.000 Scheidsrechter: John Langenus (BEL) |
| 2 april Vriendschappelijk № 42 «onderlinge duels» 16:30 uur (UTC) | Enrique Larrínaga 22' Julio Elícegui 59', 65' |       |          | Estadio Balaídos, Vigo Toeschouwers: 20.000 Scheidsrechter: John Langenus (BEL) |

|                                                                      |                  |       |        | |
| 23 april Vriendschappelijk № 43 «onderlinge duels» 15:00 uur (UTC+1) | Frankrijk        | 1 – 0 | Spanje | Stade olympique Yves-du-Manoir, Colombes Toeschouwers: 45.010 Scheidsrechter: William Bangerter (AUT) |
| 23 april Vriendschappelijk № 43 «onderlinge duels» 15:00 uur (UTC+1) | Jean Nicolas 32' |       |        | Stade olympique Yves-du-Manoir, Colombes Toeschouwers: 45.010 Scheidsrechter: William Bangerter (AUT) |

|                                                                      |                        |       |                    |                                                                                                |
| 30 april Vriendschappelijk № 44 «onderlinge duels» 16:15 uur (UTC+1) | Joegoslavië            | 1 – 1 | Spanje             | Stadion S.K. Jugoslavija, Belgrado Toeschouwers: 17.000 Scheidsrechter: Mihály Iváncsics (HUN) |
| 30 april Vriendschappelijk № 44 «onderlinge duels» 16:15 uur (UTC+1) | Blagoje Marjanović 65' |       | 36' Julio Elícegui | Stadion S.K. Jugoslavija, Belgrado Toeschouwers: 17.000 Scheidsrechter: Mihály Iváncsics (HUN) |

|                                                                  | |        |           |                                                                                        |
| 21 mei Vriendschappelijk № 45 «onderlinge duels» 17:00 uur (UTC) | Spanje | 13 – 0 | Bulgarije | Estadio Chamartín, Madrid Toeschouwers: 60.000 Scheidsrechter: António Palhinhas (POR) |
| 21 mei Vriendschappelijk № 45 «onderlinge duels» 17:00 uur (UTC) | Chacho 6', 9', 29', 68', 87' Luis Regueiro 29', 77' Julio Elícegui 40', 42', 59' Todor Mishtalov 46' (e.d.) Crisanto Bosch 85' |        |           | Estadio Chamartín, Madrid Toeschouwers: 60.000 Scheidsrechter: António Palhinhas (POR) |

### 1934
|                                                                       |                                                                                    |       |          |                                                                                        |
| 11 maart WK 1934 kwalificatie № 46 «onderlinge duels» 16:00 uur (UTC) | Spanje                                                                             | 9 – 0 | Portugal | Estadio Chamartín, Madrid Toeschouwers: 50.000 Scheidsrechter: Raphaël Van Praag (BEL) |
| 11 maart WK 1934 kwalificatie № 46 «onderlinge duels» 16:00 uur (UTC) | Chacho 3' Isidro Lángara 10', 12' (pen.) Luis Regueiro 68', 76' Martí Ventolrà 75' |       |          | Estadio Chamartín, Madrid Toeschouwers: 50.000 Scheidsrechter: Raphaël Van Praag (BEL) |

|                                                                       |                 |       |                         |                                                                                          |
| 18 maart WK 1934 kwalificatie № 47 «onderlinge duels» 16:00 uur (UTC) | Portugal        | 1 – 2 | Spanje                  | Estádio do Lumiar, Lissabon Toeschouwers: 35.000 Scheidsrechter: Raphaël Van Praag (BEL) |
| 18 maart WK 1934 kwalificatie № 47 «onderlinge duels» 16:00 uur (UTC) | Vítor Silva 11' |       | 13', 25' Isidro Lángara | Estádio do Lumiar, Lissabon Toeschouwers: 35.000 Scheidsrechter: Raphaël Van Praag (BEL) |

| Wereldkampioenschap voetbal 1934 |
| -------------------------------- |

|                                                                         |              |       |                                                    |                                                                                       |
| 27 mei WK 1934 Achtste finale № 48 «onderlinge duels» 16:00 uur (UTC+1) | Brazilië     | 1 – 3 | Spanje                                             | Stadio Luigi Ferraris, Genua Toeschouwers: 12.869 Scheidsrechter: Alfred Birlem (GER) |
| 27 mei WK 1934 Achtste finale № 48 «onderlinge duels» 16:00 uur (UTC+1) | Leônidas 55' |       | 17' (pen.) José Iraragorri 25', 29' Isidro Lángara | Stadio Luigi Ferraris, Genua Toeschouwers: 12.869 Scheidsrechter: Alfred Birlem (GER) |

|                                                                      |             |              |              |                                                                                        |
| 31 mei WK 1934 Kwartfinale № 49 «onderlinge duels» 16:30 uur (UTC+1) | Italië      | 1 – 1 (n.v.) | Spanje       | Stadio Giovanni Berta, Florence Toeschouwers: 35.000 Scheidsrechter: Louis Baert (BEL) |
| 31 mei WK 1934 Kwartfinale № 49 «onderlinge duels» 16:30 uur (UTC+1) | Ferrari 44' |              | 30' Regueiro | Stadio Giovanni Berta, Florence Toeschouwers: 35.000 Scheidsrechter: Louis Baert (BEL) |

|                                                                       |            |       |        |                                                                                        |
| 1 juni WK 1934 Halve finale № 50 «onderlinge duels» 16:30 uur (UTC+1) | Italië     | 1 – 0 | Spanje | Stadio Giovanni Berta, Florence Toeschouwers: 34.000 Scheidsrechter: René Mercet (SUI) |
| 1 juni WK 1934 Halve finale № 50 «onderlinge duels» 16:30 uur (UTC+1) | Meazza 11' |       |        | Stadio Giovanni Berta, Florence Toeschouwers: 34.000 Scheidsrechter: René Mercet (SUI) |

|  |  |  |  |  |  |  |  |  |

### 1935
|                                                                      |                               |       |           |                                                                                       |
| 24 januari Vriendschappelijk № 51 «onderlinge duels» 15:00 uur (UTC) | Spanje                        | 2 – 0 | Frankrijk | Estadio Chamartín, Madrid Toeschouwers: 22.000 Scheidsrechter: Walter Lewington (ENG) |
| 24 januari Vriendschappelijk № 51 «onderlinge duels» 15:00 uur (UTC) | Luis Regueiro 13' Hilario 78' |       |           | Estadio Chamartín, Madrid Toeschouwers: 22.000 Scheidsrechter: Walter Lewington (ENG) |

|                                                                   |                                               |       |                                                 |                                                                                     |
| 5 mei Vriendschappelijk № 52 «onderlinge duels» 16:45 uur (UTC+1) | Portugal                                      | 3 – 3 | Spanje                                          | Estádio do Lumiar, Lissabon Toeschouwers: 50.000 Scheidsrechter: Roger Conrié (FRA) |
| 5 mei Vriendschappelijk № 52 «onderlinge duels» 16:45 uur (UTC+1) | Manuel Soeiro 61' Artur Pinga 70', 77' (pen.) |       | 23', 38' Isidro Lángara 58' Guillermo Gorostiza | Estádio do Lumiar, Lissabon Toeschouwers: 50.000 Scheidsrechter: Roger Conrié (FRA) |

|                                                                    |                  |       |                         |                                                                                        |
| 12 mei Vriendschappelijk № 53 «onderlinge duels» 15:00 uur (UTC+1) | Duitsland        | 1 – 2 | Spanje                  | Müngersdorfer Stadion, Keulen Toeschouwers: 74.000 Scheidsrechter: John Langenus (BEL) |
| 12 mei Vriendschappelijk № 53 «onderlinge duels» 15:00 uur (UTC+1) | Edmund Conen 11' |       | 29', 45' Isidro Lángara | Müngersdorfer Stadion, Keulen Toeschouwers: 74.000 Scheidsrechter: John Langenus (BEL) |

### 1936
|                                                                      |                                                |       |                                                                           |                                                                                        |
| 19 januari Vriendschappelijk № 54 «onderlinge duels» 15:00 uur (UTC) | Spanje                                         | 4 – 5 | Oostenrijk                                                                | Estadio Metropolitano, Madrid Toeschouwers: 40.000 Scheidsrechter: John Langenus (BEL) |
| 19 januari Vriendschappelijk № 54 «onderlinge duels» 15:00 uur (UTC) | Isidro Lángara 26', 48' Luis Regueiro 28', 61' |       | 4' Karl Zischek 31' Franz Binder 58' Josef Bican 69', 73' Franz Hanreiter | Estadio Metropolitano, Madrid Toeschouwers: 40.000 Scheidsrechter: John Langenus (BEL) |

|                                                                       |                   |       |                     |                                                                                         |
| 23 februari Vriendschappelijk № 55 «onderlinge duels» 16:00 uur (UTC) | Spanje            | 1 – 2 | Duitsland           | Estadio de Montjuic, Barcelona Toeschouwers: 40.000 Scheidsrechter: John Langenus (BEL) |
| 23 februari Vriendschappelijk № 55 «onderlinge duels» 16:00 uur (UTC) | Luis Regueiro 34' |       | 15', 68' Josef Fath | Estadio de Montjuic, Barcelona Toeschouwers: 40.000 Scheidsrechter: John Langenus (BEL) |

|                                                                      |                            |       |        |                                                                                        |
| 26 april Vriendschappelijk № 56 «onderlinge duels» 16:00 uur (UTC+1) | Tsjecho-Slowakije          | 1 – 0 | Spanje | Stadion Sparty na Letné, Praag Toeschouwers: 30.000 Scheidsrechter: Peco Bauwens (GER) |
| 26 april Vriendschappelijk № 56 «onderlinge duels» 16:00 uur (UTC+1) | Oldřich Zajíček 12' (pen.) |       |        | Stadion Sparty na Letné, Praag Toeschouwers: 30.000 Scheidsrechter: Peco Bauwens (GER) |

|                                                                   |             |                                    |        |                                                                                   |
| 3 mei Vriendschappelijk № 57 «onderlinge duels» 16:30 uur (UTC+1) | Zwitserland | 0 – 2                              | Spanje | Stadion Neufeld, Bern Toeschouwers: 15.000 Scheidsrechter: Karl Weingärtner (GER) |
| 3 mei Vriendschappelijk № 57 «onderlinge duels» 16:30 uur (UTC+1) |             | 62' Isidro Lángara 64' Simón Lecue |        | Stadion Neufeld, Bern Toeschouwers: 15.000 Scheidsrechter: Karl Weingärtner (GER) |

### 1937
Geen interlands gespeeld.

### 1938
Geen interlands gespeeld.

### 1939
Geen interlands gespeeld.
België · Bulgarije · Denemarken · Duitsland · Engeland · Estland · Finland · Frankrijk · Griekenland · Hongarije · Ierland · Israël · Italië · Joegoslavië · Letland · Litouwen · Luxemburg · Nederland · Noord-Ierland · Noorwegen · Oostenrijk · Polen · Portugal · Roemenië · Schotland · Spanje · Tsjecho-Slowakije · Turkije · Wales · Zweden · Zwitserland
RFEF · A-internationals · Selecties · Bondscoaches · Spaans vrouwenelftal · Olympisch elftal · Spanje U21 · Spanje U20 · Spanje U19 · Spanje U18 · Spanje U17 · Spanje U16 · Vrouwen U17
1920 – 1929 ·
1930 – 1939 ·
1940 – 1949 ·
1950 – 1959 ·
1960 – 1969 ·
1970 – 1979 ·
1980 – 1989 ·
1990 – 1999 ·
2000 – 2009 ·
2010 – 2019 ·
2020 − 2029
EK's: 1964 · 
1980 · 
1984 · 
1988 · 
1996 · 
2000 · 
2004 · 
2008 · 
2012 · 
2016 · 
2020 · 
2024
WK's: 1934 · 
1950 · 
1962 · 
1966 · 
1978 · 
1982 · 
1986 · 
1990 · 
1994 · 
1998 · 
2002 · 
2006 · 
2010 · 
2014 · 
2018 · 
2022
OS: 1920 ·
1924 · 
1928 · 
1968 · 
1976 · 
1980 · 
1992 · 
1996 · 
2000 · 
2012 ·
2020
1920 · 
1921 · 
1922 · 
1923 · 
1924 · 
1925 · 
1926 · 
1927 · 
1928 · 
1929 · 
1930 · 
1931 · 
1932 · 
1933 · 
1934 · 
1935 · 
1936 · 
1937 · 1939 · 1940 · 
1941 · 
1942 · 
1943 · 1944 · 
1945 · 
1946 · 
1947 · 
1948 · 
1949 · 
1950 · 
1952 · 
1952 · 
1953 · 
1954 · 
1955 · 
1956 · 
1957 · 
1958 · 
1959 · 
1960 · 
1961 · 
1962 · 
1963 · 
1964 · 
1965 · 
1966 · 
1967 · 
1968 · 
1969 · 
1970 · 
1971 · 
1972 · 
1973 · 
1974 · 
1975 · 
1976 · 
1977 · 
1978 · 
1979 · 
1980 · 
1981 · 
1982 · 
1983 · 
1984 · 
1985 · 
1986 · 
1987 · 
1988 · 
1989 · 
1990 · 
1991 · 
1992 · 
1993 · 
1994 · 
1995 · 
1996 · 
1997 · 
1998 · 
1999 · 
2000 · 
2001 · 
2002 · 
2003 · 
2004 · 
2005 · 
2006 · 
2007 · 
2008 · 
2009 · 
2010 · 
2011 · 
2012 · 
2013 ·
2014 ·
2015 ·
2016 ·
2017 ·
2018 ·
2019 ·
2020 ·
2021 ·
2022
Albanië ·
Algerije ·
Andorra ·
Argentinië ·
Armenië ·
Australië ·
Azerbeidzjan ·
België ·
Bolivia ·
Bosnië en Herzegovina ·
Brazilië ·
Bulgarije ·
Canada ·
Chili ·
China ·
Colombia ·
Costa Rica ·
Cyprus ·
DDR ·
Denemarken ·
Duitsland ·
Ecuador ·
Egypte ·
El Salvador ·
Engeland ·
Estland ·
Equatoriaal-Guinea · 
Faeröer ·
Finland ·
Frankrijk ·
GOS ·
Georgië ·
Griekenland ·
Haïti ·
Honduras ·
Hongarije ·
Ierland ·
IJsland ·
Irak ·
Iran ·
Israël ·
Italië ·
Ivoorkust ·
Japan ·
Joegoslavië ·
Jordanië ·
Kosovo ·
Kroatië ·
Letland ·
Liechtenstein ·
Litouwen ·
Luxemburg ·
Malta ·
Marokko ·
Mexico ·
Nederland ·
Nieuw-Zeeland ·
Nigeria ·
Noord-Ierland ·
Noord-Macedonië ·
Noorwegen ·
Oekraïne ·
Oostenrijk ·
Panama ·
Paraguay ·
Peru ·
Polen ·
Portugal ·
Puerto Rico ·
Roemenië ·
Rusland ·
San Marino ·
Saoedi-Arabië ·
Schotland ·
Servië ·
Servië en Montenegro ·
Slovenië ·
Slowakije ·
Sovjet-Unie ·
Tahiti ·
Tsjechië ·
Tsjecho-Slowakije ·
Tunesië ·
Turkije ·
Uruguay ·
Venezuela ·
Verenigde Staten ·
Wales ·
Wit-Rusland ·
Zuid-Afrika ·
Zuid-Korea ·
Zweden ·
Zwitserland
Australië (2014) ·
Brazilië (2013) ·
Chili (2010) ·
Chili (2014) ·
Costa Rica (2022) ·
Duitsland (2008) ·
Duitsland (2022) ·
Engeland (1982) ·
Engeland (2024) ·
Frankrijk (1984) ·
Frankrijk (2006) ·
Frankrijk (2012) ·
Frankrijk (2021) ·
Griekenland (2008) ·
Honduras (2010) ·
Ierland (2012) ·
Iran (2018) ·
Italië (2008) ·
Italië (2012, 1) ·
Italië (2012, 2) ·
Italië (2016) ·
Italië (2021) ·
Japan (2022) ·
Kroatië (2012) ·
Kroatië (2021) ·
Marokko (2018) ·
Marokko (2022) ·
Nederland (2010) ·
Nederland (2014) ·
Oekraïne (2006) ·
Paraguay (2002) ·
Polen (2021) ·
Portugal (2012) ·
Portugal (2018) ·
Rusland (2008, 1) ·
Rusland (2008, 2) ·
Rusland (2018) ·
Saoedi-Arabië (2006) ·
Slovenië (2002) ·
Slowakije (2021) ·
Sovjet-Unie (1964) ·
Tsjechië (2016) ·
Tunesië (2006) ·
Turkije (2016) ·
West-Duitsland (1982) ·
Zuid-Afrika (2002) ·
Zweden (2008) ·
Zweden (2021) ·
Zwitserland (2010) ·
Zwitserland (2021)